# Peribatodes saerdabensis
Peribatodes saerdabensis là một loài bướm đêm trong họ Geometridae.